# بلقار

علم البلقار قراتشاي

 البلقار  (باللغة القراتشاي بلقار : Малкъарлыла, Таулула, Аланла) هم شعب تركي يسكن منطقة شمال القوقاز، وهم من السكان الأصليون  لجمهورية قبردينو - بلقاريا. ويعيشون بشكل رئيسي في الجزء الأوسط لشمال القوقاز، يسكنون مناطقها الجبلية وسفوح التلال حول الروافد العليا لنهر باكسان وسفوح جبل إلبروس وفي أودية تشيجم وتشيريك بلقارسكي وتشيريك خولام وبزينغي وحول نهر بالق. ينتمي البلقار إلى العرق القوقازي الكبير. ويعد البلقار والقراتشاي الذين يقطنون جمهورية قراتشاي تشركيسيا المجاورة شعبًا واحدًا حيث يتحدث كلاهما لغة القراشاي بلقار إحدى أقدم اللغات التركية الشمالية الغربية.